# 周楚
周 楚（しゅう そ、? - 太和6年3月23日（371年4月24日））は、東晋の軍人。字は元孫。廬江郡尋陽県の出身。本貫は汝南郡安成県。父は東晋の鎮西将軍周撫。子は東晋の建武将軍周瓊。東晋の益州統治の安定に力を尽くした。

## 生涯
東晋に仕え、安西将軍桓温の参軍に任じられていた。
永和2年（346年）11月、桓温に従い、成漢討伐に向かった。
永和3年（347年）3月、東晋軍は彭模に至った。その後の方針を議論した結果、桓温は直進して成都を目指すことを決めた。周楚は参軍孫盛とともに彭模に留まり、弱兵と共に輜重を守ることとなった。後に鷹揚将軍・犍為郡太守に任じられた。
興寧3年（365年）6月、父の周撫が亡くなると、建成公の爵位を嗣ぎ、仮節・監梁益二州諸軍事・益州刺史に任じられた。11月、梁州刺史司馬勲が都督梁益二州諸軍事・成都王を自称して東晋に反乱を起こし、剣閣から益州に侵入、涪城を攻めた。西夷校尉毌丘暐は涪城を棄てて逃走した。司馬勲の軍は周楚が守る成都を包囲した。これを知った大司馬桓温は、上表して鷹揚将軍朱序を征討都護として救援に向かわせた。
太和元年（366年）5月、周楚と朱序は司馬勲を破り、司馬勲らを捕えて桓温の元へ送った。功により、冠軍将軍に任じられた。
太和5年（370年）9月、成漢の皇帝李勢の子を騙り、聖王を自称した広漢の妖賊李弘、李雄の子を騙り、涪城を攻略した隴西の人李高討伐を子の周瓊・周瓊の子の梓潼郡太守周虓に命じた。周瓊は李高・周虓は李弘を討ち、反乱を平定した。
太和6年3月壬辰（371年4月24日）、亡くなり、定と諡された。子の周瓊が跡を嗣いだ。